# Peder
Peder, ungarisch Péder (bis 1927 slowakisch auch „Pedrov“ oder „Pididre“) ist eine Gemeinde im Osten der Slowakei mit 378 Einwohnern (Stand 31. Dezember 2024), die zum Okres Košice-okolie, einem Teil des Košický kraj, gehört.

## Geographie
Die Gemeinde befindet sich im westlichen Teil des Talkessels Košická kotlina am rechten Ufer der Bodva, mit kleineren Teilen südlich des Ortes im Hügelland Bodvianska pahorkatina, an der Staatsgrenze zu Ungarn. Das Ortszentrum liegt auf einer Höhe von 182 m n.m. und ist sechseinhalb Kilometer von Moldava nad Bodvou sowie 35 Kilometer von Košice entfernt.
Nachbargemeinden sind Drienovec im Norden, Moldava nad Bodvou (Stadtteil Budulov) im Osten, Janík im Süden, Perecse und Tornaszentjakab (beide in Ungarn) im Südwesten und Žarnov im Westen.

## Geschichte
Das Gemeindegebiet von Peder wurde in der Jungsteinzeit besiedelt, mit Überresten einer Siedlung der Bükker Kultur, später je einer Siedlung aus der Latène- und Römerzeit.
Peder wurde zum ersten Mal 1275 als Pedur beziehungsweise Peder schriftlich erwähnt und war damals erbliche Siedlung des Geschlechts Buchk. 1317 gab es eine Kirche. Im 17. Jahrhundert kam es zur Aufteilung in die Orte Malý Peder und Veľký Peder (ungarisch Kispéder und Nagypéder). In den Jahren 1715 und 1720 waren beide Siedlungen menschenleer, danach begann die erneute Besiedlung. Ab dem 18. Jahrhundert gehörten die Ortsgüter landadligen Familien wie Mokczay, Gelley, Vendéghi sowie anderen. 1773 wohnten hier je neun leibeigene Bauern- und Untermieterfamilien, 1828 zählte man 113 Häuser und 792 Einwohner.
Bis 1918/1919 gehörte der im Komitat Abaúj-Torna liegende Ort zum Königreich Ungarn und kam danach zur Tschechoslowakei beziehungsweise heute Slowakei. Auf Grund des Ersten Wiener Schiedsspruchs lag er von 1938 bis 1944 noch einmal in Ungarn und wurde in der Spätphase des Zweiten Weltkriegs schwer beschädigt.

## Bevölkerung
| Jahr                | 1994 | 2004     | 2014    | 2024    |
| ------------------- | ---- | -------- | ------- | ------- |
| Anzahl der Personen | 349  | 406      | 414     | 378     |
| Unterschied         |      | +16,33 % | +1,97 % | −8,69 % |

| Jahr                | 2023 | 2024    |
| ------------------- | ---- | ------- |
| Anzahl der Personen | 382  | 378     |
| Unterschied         |      | −1,04 % |

Gemäß der Volkszählung 2011 wohnten in Peder 394 Einwohner, davon 296 Magyaren, 86 Slowaken sowie jeweils zwei Roma und Tschechen. Acht Einwohner machten keine Angabe zur Ethnie.

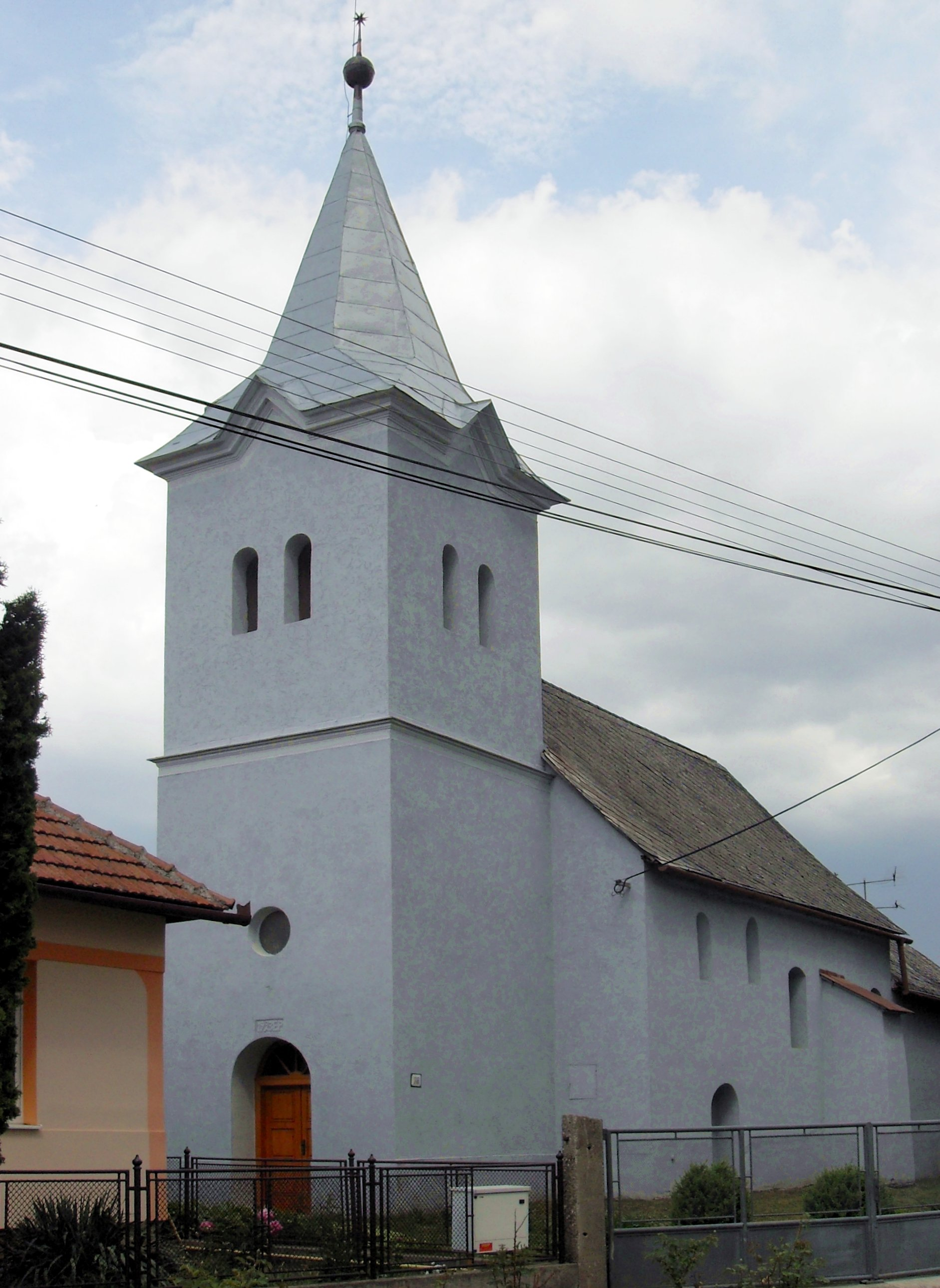
Reformierte Kirche in Peder

255 Einwohner bekannten sich zur römisch-katholischen Kirche, 80 Einwohner zur reformierten Kirche, sieben Einwohner zur griechisch-katholischen Kirche, fünf Einwohner zur Evangelischen Kirche A. B., jeweils drei Einwohner zu den Zeugen Jehovas und zur evangelisch-methodistischen Kirche und ein Einwohner zur orthodoxen Kirche. Zwei Einwohner bekannten sich zu einer anderen Konfession, 14 Einwohner waren konfessionslos und bei 24 Einwohnern wurde die Konfession nicht ermittelt.

## Bauwerke und Denkmäler
- Reformierte (calvinistische) Kirche im romanischen Stil aus dem 13. Jahrhundert
- Römisch-katholische Kirche

## Verkehr
Durch Peder führt die Straße 3. Ordnung 3308 von Budulov her und weiter nach Žarnov und Turňa nad Bodvou. Der nächste Bahnanschluss ist in Moldava nad Bodvou an der Bahnstrecke Barca–Rožňava.